# Gurun Mudo
Gurun Mudo is een bestuurslaag in het regentschap Sarolangun van de provincie Jambi, Indonesië. Gurun Mudo telt 2207 inwoners (volkstelling 2010).